# ネットワーク横浜
ネットワーク横浜（ネットワークよこはま）は、横浜市にあった地域政党。分権・共同・共生社会の、先進的大都市を目指して運動していた。
2004年に、神奈川県の地域政党神奈川ネットワーク運動所属の横浜市会議員のうち6名が独立し、設立した。同時期に第20回参議院議員通常選挙で比例区で民主党現職で日本新党政治スクール・女性のための政治スクール事務局長円より子を推薦し再選。

神奈川ネットワーク運動からの独立の背景には横浜市と神奈川県内のそのほかの地域では、現状や規模、目指す方向に多くの相違があり、路線の対立があった為だと言われるが、神奈川ネットが、代表の下に意思決定のピラミッド化が進み、それへの反発もあったという説もある。
国政では民主党と共闘してきたが、2005年以降は憲法問題など路線の違いから、環境・平和路線を志向するなど、民主党と一線を画している。2007年の第16回統一地方選挙では、県議選に候補者を擁立したり、市議選にはじめての男性候補を擁立するなど、支持層拡大に向けての取り組みを行ったが、代表で横浜市議の石上恵子が落選するなど全体的に苦戦し、当選者は横浜市議選での4名にとどまった。円が校長たる政治スクール事務局長藤田みちるを2009年栄区補選で公認候補で擁立し初当選。
2011年の第17回統一地方選挙で行われた横浜市議選では神奈川区選出の杉山典子代表を含めて候補者6人全員が落選
したことで、活動資金も得られず組織の存続は難しくなった。これ以上の同じ形での運動は市民の理解が得られないと判断し同年6月18日に行われた総会にて解散した。但し区の支部組織の運営についてはそれぞれの組織に任せるほか、これまでの組織の資金をもとに市民運動のための基金を設けるとしている。同じ日に行われた神奈川県知事選挙ではみんなの党、神奈川ネットワーク運動が推薦する開成町長の露木順一を支持した。
2012年7月、支部組織の一つ旧ネットとつかで代表を務めた宇都宮充子元横浜市議が、戸塚区を基盤に「政治を変える市民フォーラム」を設立した。2015年の第18回統一地方選挙では、「ネットワーク横浜・iかながわ」代表として地域政党での政治活動を続けていた杉山が神奈川県議選に神奈川区で、宇都宮の後継として政治団体「政治を変える市民のネットワーク」代表の宮原裕美が横浜市議選に戸塚区でそれぞれ立候補したが、いずれも敗れ、同運動系議員の復活はならなかった。